# Milionia obiensis
Milionia obiensis är en fjärilsart som beskrevs av Rothschild 1898. Milionia obiensis ingår i släktet Milionia och familjen mätare. Inga underarter finns listade i Catalogue of Life.